# Omvriakí
Omvriakí, en grec moderne : Ομβριακή, est un village du dème de Domokós, dans le district régional de Phthiotide, en Grèce-Centrale.
Selon le recensement de 2011, la population du village s'élève à 1 210 habitants.